# Wybory parlamentarne w Norwegii w 2021 roku
Wybory parlamentarne w Norwegii w 2021 roku – wybory do parlamentu norweskiego Stortingu, przeprowadzone 13 września 2021 na terenie Norwegii. Zwycięstwo odniosła opozycyjna centrolewicowa koalicja trzech partii na czele z Norweską Partią Pracy.

## Organizacja wyborów i kampania wyborcza
Norweskie partie polityczne rywalizowały o 169 mandatów w parlamencie. Kandydaci byli wybierani z list partyjnych w każdym z 19 okręgów. Sondaże przedwyborcze wskazywały na łatwe zwycięstwo koalicji centrolewicowej. Głównymi tematami w kampanii wyborczej były zmiany klimatyczne, imigracja oraz prywatyzacja. Norweska lewica wskazywała na nieudolność polityki wolnego rynku, oraz na koronawirusa gdzie państwowe przedsiębiorstwa poradziły sobie lepiej niż firmy prywatne. Chęć utworzenia wspólnej koalicji wyraziły takie partie jak:  Norweska Partia Pracy, Norweska Partia Centrum oraz Norweska Socjalistyczna Partia Lewicy
Stojąca na czele rządzącej Partii Konserwatywnej Erna Solberg, stwierdziła przed wyborami ze szansa na jej zwycięstwo albo Jonasa Gahra Størego ocenia na 50/50.

## Wyniki wyborów
Zwycięstwo w wyborach parlamentarnych uzyskała centrolewica, zdobywając w sumie 89 spośród 169 mandatów. Partia Pracy zdobyła 48 miejsca w parlamencie.
Cztery partie rządzące (Partia Konserwatywna, Partia Postępu, Partia Chrześcijańsko-Demokratyczna i Partia Liberalna) uzyskały w sumie 68 mandatów. Partia Konserwatywna z 36 deputowanymi została drugim pod względem wielkości ugrupowaniem w Stortingu.
     Rødt (7)
     Norweska Socjalistyczna Partia Lewicy (13)
     norweska Partia Pracy (48)
     Norweska Partia Centrum (11)
     Partia Zielonych (3)
     Pasientfokus (1)
     Norweska Partia Liberalna (8)
     Chrześcijańsko-Demokratyczna Partia Norwegii (3)
     Norweska Partia Konserwatywna (36)
     Partia Postępu (21)

Podział mandatów:
Rødt (7)
Norweska Socjalistyczna Partia Lewicy (13)
norweska Partia Pracy (48)
Norweska Partia Centrum (11)
Partia Zielonych (3)
Pasientfokus (1)
Norweska Partia Liberalna (8)
Chrześcijańsko-Demokratyczna Partia Norwegii (3)
Norweska Partia Konserwatywna (36)
Partia Postępu (21)

Szczegółowe wyniki wyborów parlamentarnych:
| Partia polityczna | Partia polityczna                                        | Liczba głosów | Liczba głosów | Liczba głosów | Liczba mandatów | Liczba mandatów |
| Partia polityczna | Partia polityczna                                        | #             | %             | ± p%          | #               | ±               |
| ----------------- | -------------------------------------------------------- | ------------- | ------------- | ------------- | --------------- | --------------- |
|                   | Partia Pracy (Arbeiderparti)                             | 783 394       | 26,3          | -1,1          | 48              | -1              |
|                   | Norweska Partia Konserwatywna (Høyre)                    | 607 316       | 20,4          | -4,7          | 36              | -9              |
|                   | Norweska Partia Centrum (Senterpartiet)                  | 402 961       | 13,5          | +3,2          | 28              | +9              |
|                   | Partia Postępu (Fremskrittspartiet)                      | 346 474       | 11,6          | −3,6          | 21              | −6              |
|                   | Socjalistyczna Partia Lewicy (Sosialistisk Venstreparti) | 228 063       | 7,6           | +1,6          | 13              | +2              |
|                   | Czerwoni                                                 | 140 931       | 4,7           | +4,7          | 8               | +7              |
|                   | Partia Liberalna (Venstre)                               | 137 433       | 4,6           | +0,2          | 8               | 0               |
|                   | Partia Zielonych (Miljøpartiet de grønne)                | 117 647       | 3,9           | +0,7          | 3               | +2              |
|                   | Chrześcijańska Partia Ludowa                             | 113 344       | 3,8           | -0,4          | 3               | -5              |
|                   | Pasientfokus                                             | 4 950         | 0,3           | +0,3          | 1               | +1              |
|                   | Inne partie                                              |               | 1,2           |               | 0               | 0               |
|                   | Razem (frekwencja: 77,2%)                                | 3003290       | 100%          | 100%          | 169             | 169             |

## Po wyborach
Po wyborach Partia Pracy, Partia Centrum oraz Norweska Socjalistyczna Partia Lewicy rozpoczęły pertraktacje aby utworzyć rząd większościowy, jednak 29 września Norweska Socjalistyczna Partia Lewicy odmówiła dalszych rozmów. Z tego powody aktualny rząd składa się z polityków z Partii Pracy oraz Partii Centrum.